# Habranthus chichimeca
Habranthus chichimeca är en amaryllisväxtart som först beskrevs av Thaddeus Monroe Howard och S.Ogden, och fick sitt nu gällande namn av Flagg, G.Lom.Sm. och Alan W. Meerow. Habranthus chichimeca ingår i släktet Habranthus och familjen amaryllisväxter. Inga underarter finns listade i Catalogue of Life.